# Francisco Díaz Villagrasa
Francisco Díaz Villagrasa   (1927 - Barcelona, 3 d'octubre de 2010) va ser un dibuixant de còmic d'aventures i acció, la seva obra més popular és El Sheriff King.
Va començar la seva trajectòria com a dibuixant al començament dels anys seixanta del segle XX a la col·leccio Historias tot seguit va dibuixar historietes de El Capitán Trueno, Brigada Especial, Rayo, piloto de pruebas i de Pitágoras Slim.
Per la col·lecció Héroes i Historias Selección va dibuixar diversos llibres. Amb la sèrie el El Sheriff King amb guio de Victor Mora li va arribar el reconeixement com a dibuixant, aquest personatge es va publicar a Pulgarcito i a Grandes Aventuras Juveniles.